# Velika nagrada Valentina 1937
Velika nagrada Valentina 1937 je bila prva neprvenstvena dirka za Veliko nagrado v sezoni 1937. Odvijala se je 18. aprila 1937 na italijanskem uličnem dirkališču Parco Valentino v Torinu. 

## Poročilo
Tazio Nuvolari je doživel hudo nesrečo na prostem treningu, po treh dneh je bil odpuščen iz bolnišnice z mavčno oblogo. Njegov dirkalnik je prevzel Carlo Pintacuda. Ferrarijevi dirkači so že na začetku dirke prevzeli pobudo in dirkali v svojem razredu, toda vsi so imeli težave s hladilnikom v katerem je zavrela voda in so morali na postanek v bokse, le Antonio Brivio ni imel tovrstnih težav in je zmagal. Drugi je bil Farina, tretji Trossi in četrti Pintacuda že s krogom zaostanjka, vsi Scuderia Ferrari.

## Rezultati

### Dirka
| Poz | Št | Dirkač               | Moštvo                     | Dirkalnik         | Krogi | Čas/Odstop    | Št. m. |
| --- | -- | -------------------- | -------------------------- | ----------------- | ----- | ------------- | ------ |
| 1   | 60 | Antonio Brivio       | Scuderia Ferrari           | Alfa Romeo 12C-36 | 60    | 1:52:30,2     | 1      |
| 2   | 50 | Giuseppe Farina      | Scuderia Ferrari           | Alfa Romeo 12C-36 | 60    | + 1:52,8      | 2      |
| 3   | 46 | Carlo Felice Trossi  | Scuderia Ferrari           | Alfa Romeo 12C-36 | 60    | + 3:18,8      | 3      |
| 4   | 58 | Carlo Pintacuda      | Scuderia Ferrari           | Alfa Romeo 12C-36 | 59    | +1 krog       | 4      |
| 5   | 52 | Constantino Magistri | Privatnik                  | Alfa Romeo Monza  | 46    | +4 krogi      | 8      |
| 6   | 48 | Ventidue             | Privatnik                  | Alfa Romeo Monza  | 54    | +6 krogov     | 9      |
| 7   | 54 | Adolfo Mandirola     | Privatnik                  | Maserati V8-RI    | 39    | +1 krog       | 6      |
| 8   | 44 | Ernő Festetics       | Privatnik                  | Maserati 8CM      | 39    | +1 krog       | 7      |
| Ods | 62 | Jean-Pierre Wimille  | Automobiles Ettore Bugatti | Bugatti T59       | 30    | Puščanje olja | 5      |
| DNS | 58 | Tazio Nuvolari       | Scuderia Ferrari           | Alfa Romeo 12C-36 |       | Poškodba      |        |
| DNA | 56 | Martin Walther       | Privatnik                  | Bugatti T51       |       |               |        |